# Біблія короля Якова
Біблія короля Якова (англ. King James Bible) — англійський переклад Біблії, здійснений під орудою короля Якова I.
Біблія короля Якова — одна з найпоширеніших версій Біблії. Вона визнана класичним релігійним і літературним твором. З моменту виходу завдяки діяльності численних місіонерів книга була перекладена на понад 200 мов.

## Історія
Робота над перекладом почалася 1604 року. Для його завершення було потрібно ще сім років.
Втім, Біблія короля Якова — не перший варіант священного писання англійською мовою. У XIV столітті переклад Біблії з латини зробив Джон Вікліф, за що був звинувачений церквою в підриві авторитету священиків, які наполягали на своєму ексклюзивному праві трактувати зміст книги.
Пізніше, в період Реформації, Вільям Тіндейл випустив свою «народну Біблію», за що був спалений в 1536 як єретик.
Але зупинити демократизацію релігійного життя в Європі було неможливо. З'явилася Женевська Біблія. З пропозицією про необхідність нового авторитетного перекладу виступив пуританин Джон Рейнолдс, і звернувся з нею до короля Якова I в 1604. Король Яків I, що зійшов на англійський престол в 1603 році, схвалив ідею, і вирішив замінити Женевську Біблію, оскільки вона ставила під сумнів священне право монархів на трон. Король також хотів покласти край склокам між різними релігійними фракціями. Яків призначив перекладачів — «мужів учених, числом п'ятдесят чотири». Перекладачі були розбиті на чотири групи, що збиралися у Вестмінстері, Кембриджі і Оксфорді; кожна група взяла собі частину Біблії, первинний, чорновий переклад якої мав схвалюватися всіма членами. Комітет, що складався з 12 контрольних редакторів, проводив звірку перших варіантів перекладу. Як основний текст була вибрана Єпископська Біблія, але до роботи притягувалися також переклади Тайндейла, Ковердейла, Біблія Метью, Велика Біблія, Женевська Біблія і навіть католицький переклад Нового Заповіту (опублікований в 1582).
Біблія короля Якова вийшла в світ в 1611: два роки і дев'ять місяців пішло на переклад, ще дев'ять місяців — на підготовку рукопису до друку.
Перше видання було великим томом in folio, текст був набраний готичним шрифтом. Біблія короля Якова ніколи не завоювала б популярності, якби не була незабаром перевидана в малому форматі і з латинським набором (що свого часу забезпечили широке розповсюдження Женевської Біблії). Біблія короля Якова стала першою, яку в церквах читали англійською мовою.
Проте Біблія короля Якова не допомогла примиренню між монархістами і пуританами, які виступали за обмеження влади офіційної церкви і монархії. 30 років опісля в Англії почалася громадянська війна.

## Розповсюдження і подальші ревізії
Утримувачем права на видання Біблії короля Якова був королівський друкар, тому її не можна було видавати в англійських колоніях на американському континенті доти, поки вони не добилися незалежності від Англії. У результаті першою Біблією, надрукованою в Америці, стала не Біблія короля Якова, а переклад, зроблений Джоном Еліотом для індіанців алгонконів (Up-Biblum God, 1661—1663).
Протягом майже 400 років Біблія короля Якова мала статус офіційного перекладу. У Англії її називають Офіційно схваленим перекладом (Authorized Version), хоча ані королівський дім, ані парламент не видавали ніяких офіційних актів із цього приводу. Авторизований переклад став Біблією Англіканської церкви, а також релігійних об'єднань, що відкололися від неї в 17 і 18 ст.; той же статус вона має і в протестантських деномінаціях США.
Проте сьогодні багато протестантських груп відкидають Біблію короля Якова, яку вони вважають неправильним викладом слова Божого.
Мова KJV (King James Version), що була архаїчною навіть для сучасників, про що свідчать світські тексти раннього новоанглійського періоду, до XIX століття відчувалася як перепона для розуміння біблейського тексту. Після довгих дебатів, за указом королеви Вікторії і за благословенням архієпископа Кентерберійського, в 1870 році був створений Комітет з виправлення KJV, більшість членів якого складали учені Кембриджського і Оксфордського університетів, що дотримувалися у той час дещо різних поглядів на теорію і практику перекладу. В результаті запанувала Кембриджська традиція скрупульозної передачі змісту і характерних ознак початкового тексту засобами літературної мови (good English style). У 1881 році був опублікований Новий Заповіт, а в травні 1885 року Oxford University Press і Cambridge University Press випустили у світ два типи виправленої Біблії — так зване «бібліотечне видання» з великими вступними статтями і всіма перекладацькими зауваженнями, а також «загальне видання», з короткими вступними статтями і найважливішими перекладацькими зауваженнями. Біблія, що отримала назву Revised Version (RV), або, як її частіше називають у наш час, British Revised Version (BRV), і до цього дня є офіційним текстом Англіканської церкви, а також пам'ятником англійської літературної мови XIX століття.
Дещо пізніше з'явилася American Standard Version (1901), частіше звана American Standard Bible. Вона є, по суті, приведенням KJV до норм англійської літературної мови в його американському варіанті XIX ст., причому з ще більш трепетним відношенням до оригіналу, ніж BRV. Остання обставина стала причиною незадоволеності реципієнтів нової версії, у зв'язку з чим в 1928 році для був створений перекладацький комітет, чию працю оплачував видавничий будинок «Томас Нельсон і сини», що отримав виняткове право на видання нової версії протягом перших 10 років.
Представники різних протестантських деномінацій Британії, що не входили в Англіканську Співдружність, також брали участь в роботі Комітету аж до початку Другої Світової війни. Виправлений переклад НЗ, Що вийшов після її закінчення в лютому 1946 року, був ними сприйнятий негативно через дуже, на їхню думку, рабського відношення до архаїзмів KJV, як лексичних, так і стилістичних. Надалі протестантські біблєїсти Британії створили свій власний перекладацький комітет, що відмовився від правки KJV на користь нового перекладу, що вийшов в світ в 1970 (НЗ. — ще в 1961) і що отримав назву New English Bible (NEB). З 1989 виходить його нова версія Revised English Bible (REB).